# Pseudopostega ecuadoriana
Pseudopostega ecuadoriana là một loài bướm đêm thuộc họ Opostegidae. Nó được miêu tả bởi Donald R. Davis và Jonas R. Stonis, 2007. Loài này có ở an Amazonian premontane rainforest in east-miền trung Ecuador.
Chiều dài cánh trước khoảng 3.3 mm. Con trưởng thành bay vào tháng 1.